# روبن هود (فلم 2010)
روبن هود فيلم أمريكي يحكي قصة الأسطورة روبن هود رامي السهام البارع الذي شارك في الحروب الصليبية خلال فترة حكم ريتشارد الأول ملك إنجلترا، الفيلم من إخراج ريدلي سكوت وبطولة الممثل راسل كرو بدور روبن هود، وبدور ماريون لوكسلي الفنانة كيت بلانشيت وبدور السير والتر لوكسلي ماكس فون سايدون.عُرض الفيلم في دور السينما أبتداءً من 12 مايو 2010.

## القصة
حكاية روبن هود مستلهمة أساساً من التراث الإنجليزي وتدور حول لص وفارس يسرق من الأغنياء ليعطي الفقراء استطاعت بسبب نبالة شخصياتها وأحداثها أن تتعدى ثقافتها الإنجليزية وتصبح تراثاً عالمياً معروفاً في جميع أنحاء العالم، وتضاربت المعلومات دائماً عن حقيقة روبن هود وهل هو شخصية حقيقية أم خيال فلكلوري، ومعظم الروايات توقعت زمن وجوده (إن كان قد وجد فعلاً) بين القرنين الثالث عشر والخامس عشر بسبب قصائد وأشعار من تلك الفترة تناولته بالمديح ولكن لم يكن لأحد أن يستطع الجزم بفترة وجوده الفعلية، أو حقيقتها من خيالها.
الفيلم يضع الشخصية في القرن الثاني عشر في فترة نهاية الحرب الصليبية الثالثة عند عودة الجيوش الصليبية مهزومة على يد القائد المسلم صلاح الدين الأيوبي، ويصور الفيلم روبن هود على أنه جندي مرتزق عائد من الحرب الصليبية ضمن جيش الملك ريتشارد الثالث الذي يلقب بريتشارد قلب الأسد، والذي خسر لتوه الحرب وكادت أن تفلس خزائن مملكته من الأموال حتى عجز عن دفع رواتب جنوده المرتزقة، وضمن بداية أحداثه يقابل روبن هود الملك ريتشارد الذي يعجب بقوته وشجاعته عندما يشاهده يتعارك مع جندي صديق له فيسأله عن رأيه، فيرد عليه روبن بصراحة ويواجهه بأن ماحدث في (مذبحة عكا) لم يكن شيئاً مشرفاً للجيش الصليبي وتلك المذبحة هي نقطة سوداء ضمن علامات التاريخ الصليبي الدامي، حيث أمر بها الملك ريتشاد وتم خلالها قتل أكثر من ثلاثة آلاف من أهل المدينة العزل الذين صمدوا أمامه لفترة طويلة، تلك الصراحة تجلب لروبن العقاب وتكون بداية توجهه الجديد نحو الثورة والمغامرة.

## الإنتاج

### التطوير وما قبل الإنتاج

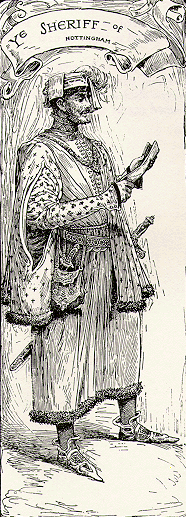
أبرزت المسودات السابقة للسيناريو تركيزًا أكبر وأكثر تعاطفًا على عمدة نوتنغهام مع فكرة واحدة هي أن روبن هود بدأ بصفته الشريف.

في يناير 2007 حصلت يونيفرسال ستوديوز وشركة إيماجين إنترتينمنت لبريان جرازر على نص محدد كتبه إيثان ريف وسايروس فوريس مبتكرو المسلسل التلفزيوني سليبر سيل. كان نصهما يصور عمدة نوتنغهام أكثر تعاطفا وروبن هود الأقل فاضلة والذي يشارك في مثلث الحب مع السيدة ماريان. تلقى الكتاب صفقة من سبعة أرقام للشراء. في أبريل التالي تم التعاقد مع ريدلي سكوت لإخراج الفيلم مع اعتبار سام ريمي وبريان سينجر أيضًا لهذا المنصب. حاول سكوت الحصول على حقوق لنفسه ولشركة توينتيث سينشوري فوكس لكنه تعاون سابقًا مع جرازر في رجل عصابة أمريكي ووقع على العمل كمخرج بدلاً من منتج. ادعى سكوت اثنين من التعديلات على فيلم روبن هود السابق: مغامرات روبن هود (1938) وروبن هود أمير اللصوص (2001)، وتمكن سكوت من إعادة الفيلم، قائلا "الأفضل، وبصراحة، كان ميل بروكس لأن كاري إلويس كان كوميديًا تمامًا.
أدى استياء سكوت من السيناريو إلى تأخير التصوير وخلال عام 2008 تمت إعادة كتابته في قصة عن روبن هود الذي أصبح خارجًا عن القانون في وقت من الأوقات. اعتُبر كرو لدور مزدوج مثل كل من روبن والشريف. أسقط سكوت الفكرة الأخيرة وأعيد تسمية نوتنغهام لتعكس الزاوية الأكثر تقليدية. في يونيو تم التعاقد مع كاتب السيناريو براين هيلجلاند لإعادة كتابة السيناريو من قبل ريف وفوريس. أوضح المنتج مارك شموغر أن لدى سكوت تفسيرًا مختلفًا للقصة عن «النص [الذي] كان شريف نوتنغهام محققًا في الطب الشرعي بأسلوب سي اس آي: التحقيق في موقع الجريمة.» وضع سكوت النص بالتفصيل حيث صور شريف نوتنغهام على أنه اليد اليمنى لريتشارد قلب الأسد، والذي عاد إلى إنجلترا لخدمة الأمير جون بعد اغتيال ريتشارد. على الرغم من أن سكوت شعر أن جون «كان ذكيًا جدًا في الواقع، إلا أنه حصل على سمعة سيئة لأنه أدخل الضرائب، لذا فهو الرجل السيئ في هذا»، وكان شريف قد تمزق بين «خطأين»: ملك فاسد وخارج عن القانون يحرض على الفوضى. تم البحث عن مواقع في شمال شرق إنجلترا بما في ذلك قلعة ألنويك وقلعة بامبورغ وغابة كيلدر. جزء من التصوير كان من المقرر أن يتم في نورثمبرلاند، لكن ونتيجة إضراب نقابة الكتاب الأمريكية 2007-2008 تم تعليق الإنتاج.
كان من المقرر أن يبدأ التصوير في أغسطس في غابة شيروود إذا لم يحدث إضراب نقابة ممثلي الشاشة لعام 2008، للإصدار في 26 نوفمبر 2009. لكن وحلول يوليو تأخر التصوير من جديد، وتم التعاقد مع الكاتب المسرحي بول ويب لإعادة كتابة السيناريو. تم تأجيل تصوير الفيلم إلى عام 2010، فتمَّ دمج شخصية شريف نوتنغهام مع روبن. يصف سكوت هوية روبن: «في سياق القصة، يبدأ كشيء واحد ويصبح ستارًا لشيء آخر ثم يتقاعد لذلك كان مؤقتًا عمدة نوتنغهام.» عاد هيلجيلاند لإعادة كتابة السيناريو مضيفًا افتتاحية حيث يشهد روبن وفاة الشريف في المعركة ويستولي على هويته. اختار سكوت أن يبدأ التصوير في فبراير 2009 في الغابات حول لندن بعد أن اكتشف العديد من الأشجار التي لم تكن مقلَّمة. بحلول فبراير 2009 كشف سكوت أن نوتنغهام أصبحت نسخته من روبن هود حيث أصبح غير راضٍ عن فكرة أن يبدأ روبن منصب الشريف.

### الأدوار
تم اختيار راسل كرو في دور روبن هود في يناير 2007، مقابل رسم قدره 20 دولارًا مليون مقابل 20٪ من الإجمالي. الإضافة التالية إلى فريق التمثيل ستكون مارك سترونج. عندما تمت مقابلته حول دوره، ذكر سترونج أن شخصيته للسير جودفري كانت تسمى في الأصل كونراد وكانت مبنية على جاي أوف جيزبورن، ووصف الشخصية الأصلية على أنها ذات شعر أشقر وتشوهت نتيجة اصطدامها بمسامير القوس والنشاب.
اختيرت في فبراير 2009 كيت بلانشيت لتلعب دور خادمة ماريون لتحل محل سيينا ميلر لكنها غادرت العمل في أواخر عام 2008 بسبب إعادة كتابة النص وأصبحت فيما بعدُ صغيرة جدًا بالنسبة لهذا الدور. تم اعتبار راشيل وايز وكيت وينسلت للدور قبل توقيع بلانشيت. قبل بدء التصوير في شهر مارس جرى اختيار كيفن دوراند وسكوت غرايمز وألان دويل لتصوير ليتل جون وويل سكارليت وألان أديالي على التوالي مع فانيسا ريدغريف بدور إليانور أكويتان وأوسكار إسحاق في دور الأمير جون وليا سيدوكس إيزابيلا من أنغوليم. انسحبت ريدجرايف من الفيلم بعد وفاة ابنتها ناتاشا ريتشاردسون لتحل محلها إيلين أتكينز. تم الإعلان عن دوري ويليام هيرت وماثيو ماكفادين في أبريل حيث قام ماكفادين بتصوير دور الشريف. سينضم داني هيوستن في يوليو بصفته الملك ريتشارد، وهو الدور الذي كان ريس إيفانز يتماشى معه في البداية.

### التصوير

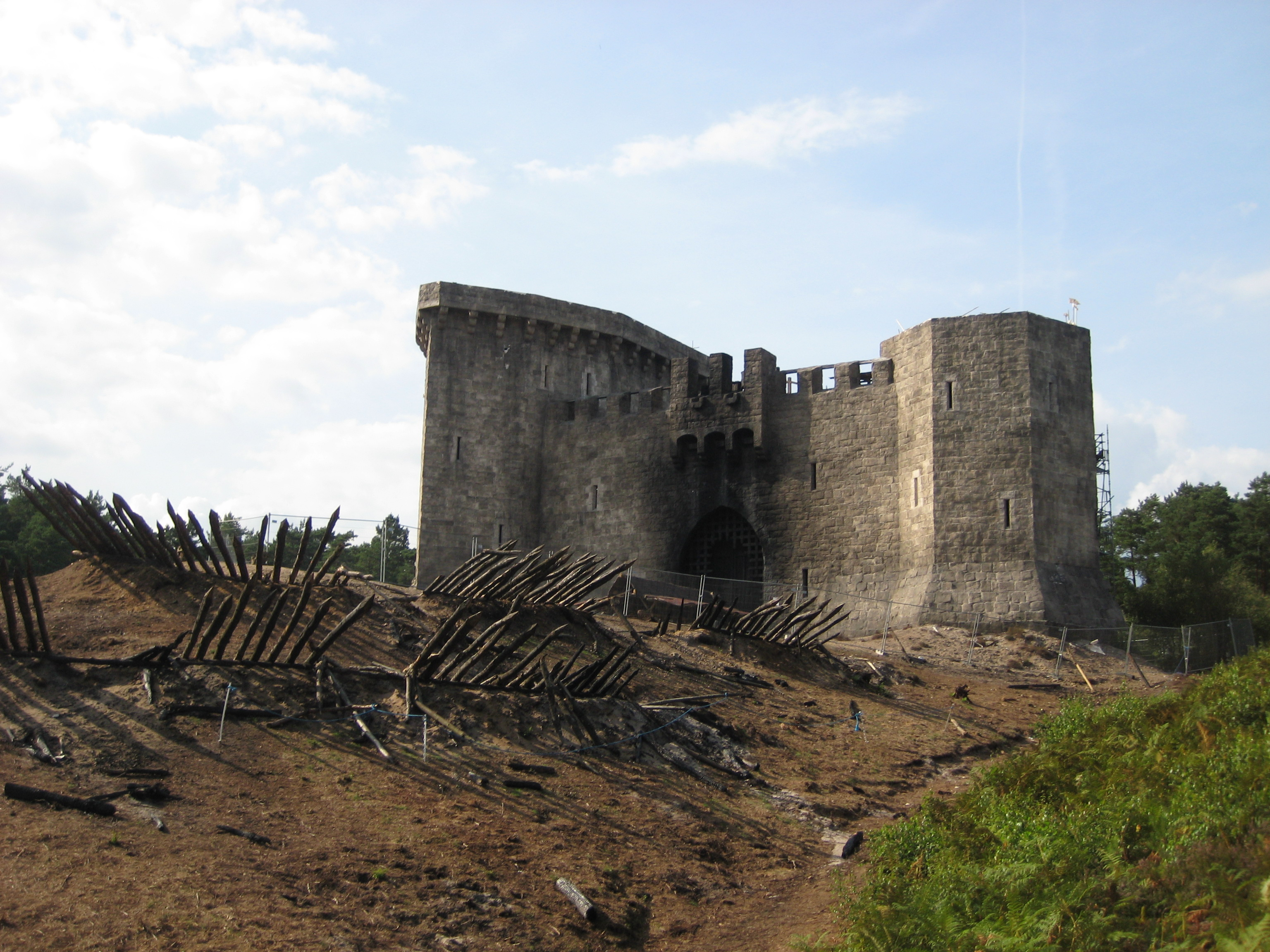
قلعة وهمية في بورن وود في نهاية التصوير تظهر بوابة القلعة المحترقة.

بدأ التصوير في 30 مارس 2009. في يونيو ويوليو صور الطاقم في فريش واتش ويست في بيمبروكشاير بويلز. تم تصوير وصول ترس الملك الميت (القارب) برفقة روبن ورجاله إلى برج لندن في فيرجينيا ووتر حيث تم بناء نموذج جزئي للبرج. تم تصوير مشاهد واسعة من الفيلم في أشريدج ليتل جادسدن على حدود هارتفوردشير/باكينغهامشير. تم تصوير حصار قلعة شالوس في بورني وود في فارنهام خلال شهري يوليو وأغسطس. تم التصوير أيضًا في دوفديل بالقرب من أشبورن في ديربيشاير. في 31 يوليو اقتحم لصوص مبنى الدعائم ليلاً وسرقوا الكاميرات التي كانت تستخدم في تصوير الفيلم.
تبرعت مؤسسة خيريّة في اسكتلندا بآلة مدق المستخدمة أثناء التصوير والتي أطلق عليه طاقم الفيلم اسم «روزي» وتبلغ قيمتها 60 ألف جنيه إسترليني وذلك لاستخدامها في معركة إعادة تشريعات في حصن يُدعى دانكارون بُني في غابة بالقرب من خزان وادي كارون في شمال لاناركشاير.
أحد الخيول المستخدمة في الفيلم كان اسمه جورج وكان كرو يركبه. سيكون هذا هو نفس الحصان الذي ركب عليه كرو أثناء تصوير فيلم غلاديايتر.

## الموسيقى التصويرية
تم إصدار الموسيقى التصويرية لروبن هود، مع موسيقى كتبها وأداها مارك سترايتنفيلد في 11 مايو 2010.
| #   | عنوان                     | المدة |
| --- | ------------------------- | ----- |
| 1.  | "Destiny"                 | 3:36  |
| 2.  | "Creatures"               | 2:09  |
| 3.  | "Fate Has Smiled Upon Us" | 2:02  |
| 4.  | "Godfrey"                 | 3:32  |
| 5.  | "Ambush"                  | 1:16  |
| 6.  | "Pact Sworn in blood"     | 2:52  |
| 7.  | "Returning the Crown"     | 1:13  |
| 8.  | "Planting the Fields"     | 1:18  |
| 9.  | "Sherwood Forest"         | 2:19  |
| 10. | "John Is King"            | 4:02  |

## الإفراج
أقام فيلم روبن هود عرضه العالمي الأول في مهرجان كان السينمائي 2010 في نفس يوم إطلاقه في المملكة المتحدة وأيرلندا. تم إصداره بعد ذلك في 14 مايو 2010 في أمريكا الشمالية. عُرض الفيلم لأول مرة في اليابان في 10 ديسمبر 2010.
صدر الفيلم على قرص دي في دي وبلو راي في 20 سبتمبر 2010 في المملكة المتحدة، وفي اليوم التالي في الولايات المتحدة. في حين أن إصدارات الوسائط المنزلية في المملكة المتحدة تتكون فقط من نسخة «ديروكتورز كات» الموسعة (15 دقيقة إضافية)، فإن أقراص دي في دي وبلوي راي الأمريكية تتكون من كل من نسخة «ديركتورز كات» والنسخة المسرحية الأقصر.

## الاستقبال

### شباك التذاكر
في أسبوع الافتتاح حصل الفيلم على 5,750,332 جنيهًا إسترلينيًا في المملكة المتحدة متقدمًا على آيرون مان 2 وحصل على 36,063,385 دولارًا في الولايات المتحدة، وحقق إجمالي 15381.416 جنيهًا إسترلينيًا في المملكة المتحدة و104،516,000 دولارًا في الولايات المتحدة و321،669,741 دولارًا في جميع أنحاء العالم. كان يُنظر إلى أرقام شباك التذاكر على أنها مخيبة للآمال إلى حد ما، على الرغم من أن الأفلام التي تم تعيينها في العصور الوسطى تميل إلى الأداء السيئ ويصنف روبن هود في الواقع على أنه ثاني أعلى فيلم في العصور الوسطى من حيث إجمالي الأرباح في شباك التذاكر.

### الاستقبال النقدي

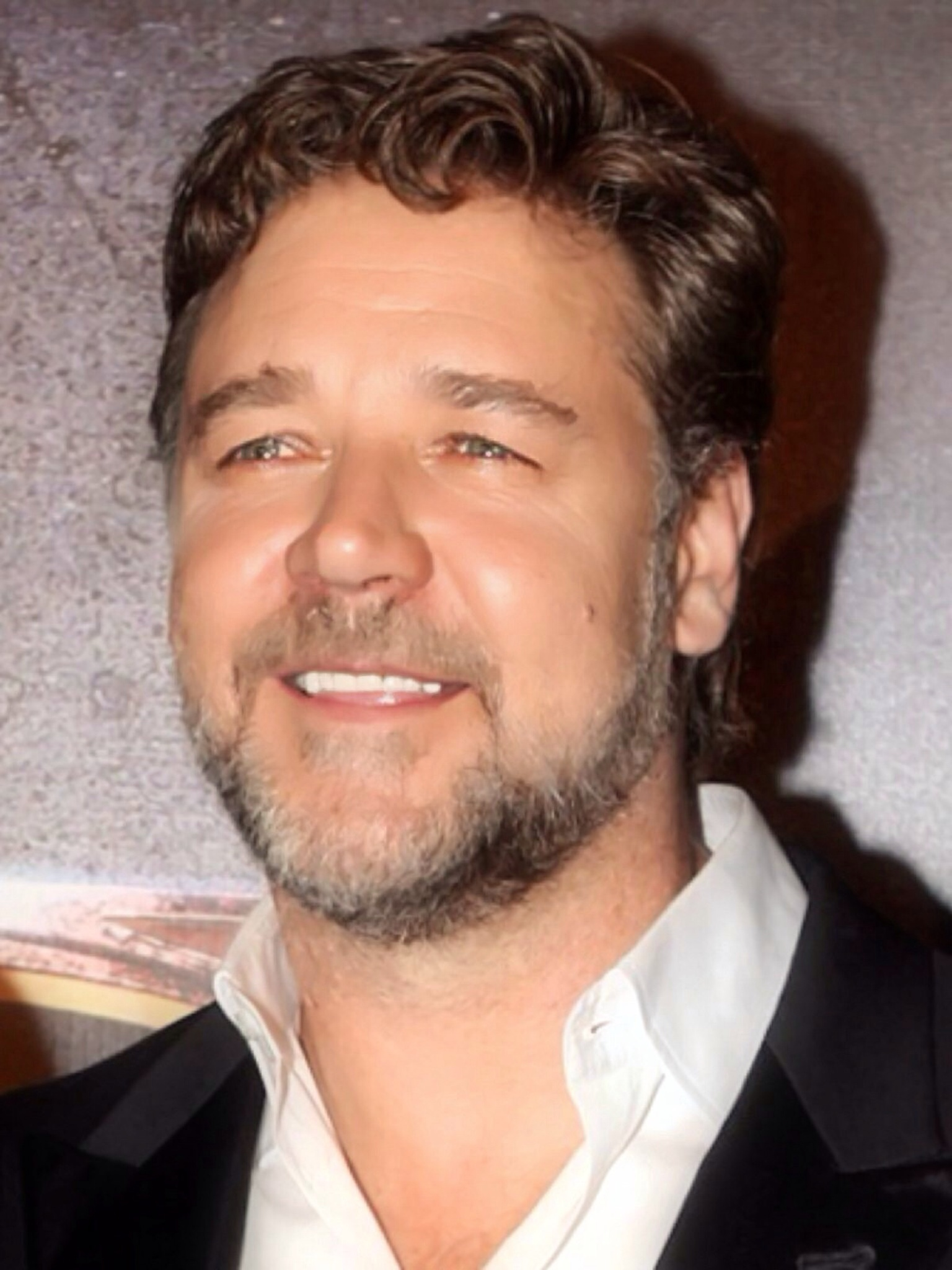
تلقى راسل كرو عن دور روبن ردود فعل متباينة مع بعض الانتقادات المحددة الموجهة نحو لهجته في الفيلم.

كان رد الفعل الناقد لروبن هود مختلطًا، حيث حصل الفيلم على تصنيف 43 ٪ على موقع روتن توميتوز بناءً على 245 مراجعة بمتوسط تقييم 5.34/10. يُؤكّد الإجماع النقدي للموقع: «يأخذُ ريدلي سكوت في هذه الحكاية التي يتم سردها في كثير من الأحيان بعضًا من التمثيل الجيد وعدد قليل من متواليات الحركة ، لكنه يفتقد إلى إثارة المغامرة التي جعلت من روبن هود أسطورة في المقام الأول.» حصل الفيلمُ في ميتاكريتيك على تقييمٍ بلغ 53 ٪ بناءً على تصنيف طبيعي لـ 40 مراجعة. الجماهير التي استطلعت آراءها في سينماسكور أعطت الفيلم متوسط درجة "B−" على مقياس A + إلى F.
أعطى روجر إيبرت من شيكاغو سن-تايمز الفيلم نجمتين من أصل أربعة، وكتب أن "شيئًا فشيئًا العنوان بالعنوان، البراءة والفرح تتلاشى من الأفلام. شعر جو نيوماير من صحيفة نيويورك ديلي نيوز أن «المشكلة في مقاربة راسل كرو الجديدة للأسطورة هي أن لها حذاءًا موحلًا في التاريخ والآخر في الخيال. النتيجة المتوسطة بعيدة كل البعد عن أن تكون نقطة جذب.» اتهم دافيد روارك من ريلافنت سكوت باستبدال العمق بالتفاصيل والمواضيع المتلاعبة، مثل الانتقام والحرب الظالمة وذكر أن سكوت قد امتص الحياة من حكاية عزيزة حيث كتب أن «سكوت حوَّل الأسطورة إلى تاريخ يظهر على شكل فوضى جافة غير محسوسة.» أنتوني لين، الذي يكتب لمجلة نيويوركر وجد الفيلم "قاسٍ ومهمل" وانتقد أداء كرو قائلاً: «يبدو روبن كئيبًا بشكل مرضي فحتى عندما يقود سلاح الفرسان على حصان أبيض فإنه يقطع شخصية وحيدة تقطعت بهم السبل في نزاعاته.» انتقد أوين جليبرمان من إنترتينمنت ويكلي الفيلم الذي لا يحمل أي سمات لأسطورة روبن هود وقال عن اتجاه سكوت وأداء كرو: «قام سكوت وكرو بصنع فيلم رائع من جلادياتور مستغلين بعمق الشجاعة الذكورية الاستعراضية القديمة. في روبن هود يحاول سكوت التعمق مرة أخرى ولكن بطريقة مضللة - يعتقد أنه يصنع جنديًا من القرون الوسطى لإنقاذ الجندي روبن. المعارك محببة ووجودية لكنها ليست مثيرة. إنهم يتدفقون على مشاهد الجماهير مع تيارات من السهام وبقايا الدم وكرو يشق طريقه من خلالهم هو ميزة. الفيلمُ يُركّز على هدف قاتم لدرجة أنه ممل وكذلك السيناريو ككل.»
من بين المراجعات الأكثر إيجابية للفيلم كتب ميك لاسال من سان فرانسيسكو كرونيكل أن «سكوت لديه إتقان كبير لتسلسلات أكشنه» وأثنى على «نهجه المتطور تجاه المادة». أطلق تاي بور من بوسطن جلوب على الفيلم اسم «الترفيه الذكي» وكتب أن كرو «يمتلك حضورًا وسلطة تجعلك تنسى كل شيء عن كيفن كوستنر». دعا لو لومنيك من صحيفة نيويورك بوست روبن هود «الرأس والأكتاف فوق ذلك النوع من الملاحم الخفيفة التي تقدمها هوليوود عادة خلال موسم الصيف». أثناء تدوين الفيلم الذي قلل من أهمية العديد من شخصياته، كان كيرك هانيكوت من هوليوود ريبورتر مكملاً للفيلم وأثنى على التصوير السينمائي لجون ماثيسون والنتيجة الموسيقية لمارك سترايتنفيلد.
تلقى راسل كرو انتقادات من وسائل الإعلام البريطانية بسبب لهجته المتغيرة أثناء الفيلم. قالت مجلة إمباير إن لهجته كانت اسكتلندية في بعض الأحيان، بينما اعتقدت شركة توتال فيلم أن هناك أوقاتًا كانت تبدو فيها إيرلندية. أشار مارك لوسون أثناء إجراء مقابلة مع كرو على راديو بي بي سي 4 إلى وجود تلميحات من اللغة الأيرلندية في لهجته وهو الأمر الذي أغضب كرو.
انتقد عدد من المراجعين عدم الدقة التاريخية في الفيلم. في صحيفة نيويورك تايمز مثلًا، اشتكى أنتوني سكوت من أن الفيلم حقق ما وصفها تجزئة من السجل التاريخي. في الغارديان أيضًا اشتكى أليكس تانزيلمان من أن الفيلم كان مليئًا بالاستحالات التاريخية والمفارقات التاريخية التي تشير إلى أن ريتشارد قلب الأسد كان يقاتل بالفعل في فرنسا عام 1199 لكنه عاد بالفعل من الأرض المقدسة قبل سبع سنوات لذلك من غير الدقيق تصويره وهو يقاتل في فرنسا في طريق عودته من الأرض المقدسة عام 1199 كما هو الحال في الفيلم.

### الجوائز
| السنة | الجائزة                      | الفئة                                       | المتلقي                                             | النتيجة | ملاحظات |
| ----- | ---------------------------- | ------------------------------------------- | --------------------------------------------------- | ------- | ------- |
| 2010  | جوائز ساتلايت                | أفضل تصميم أزياء                            | جانتي ياتس                                          | رُشِّح     | [ 61 ]  |
| 2011  | جوائز نقابة مديري الفنون     | جائزة التميز في تصميم الإنتاج - فيلم الفترة | آرثر ماكس                                           | رُشِّح     | [ 62 ]  |
| 2011  | جائزة اختيار الجمهور         | فيلم الحركة المفضل                          | روبن هود                                            | رُشِّح     | [ 63 ]  |
| 2011  | جوائز نقابة الممثلين الشاشة  | فرقة حيلة                                   | روبن هود                                            | رُشِّح     | [ 64 ]  |
| 2011  | جوائز اختيار المراهقين       | فيلم الاختيار: أكشن                         | روبن هود                                            | رُشِّح     | [ 65 ]  |
| 2011  | جوائز اختيار المراهقين       | اختيار فيلم العمل                           | راسل كرو                                            | رُشِّح     | [ 65 ]  |
| 2011  | جوائز اختيار المراهقين       | أفضل ممثلة: أكشن                            | كيت بلانشيت                                         | رُشِّح     | [ 65 ]  |
| 2011  | جوائز جمعية المؤثرات البصرية | مؤثرات بصرية داعمة في صورة متحركة مميزة     | ريتشارد ستامرز، ألين ماريس، جيسيكا نورمان، ماكس وود | رُشِّح     | [ 66 ]  |
| 2011  | جوائز ساتورن                 | أفضل فيلم أكشن ومغامرة                      | روبن هود                                            | رُشِّح     | [ 67 ]  |

## ما بعد
أشار سكوت إلى أنه كان يفكر في المزيد من الأفلام في مقابلة مع صحيفة التايمز في 4 أبريل 2010 قائلاً: «بصراحة فكرت لماذا لا يكون لدي إمكانية لتكملة الفيلم؟» في العرض العالمي الأول في مدينة كان أعلن كرو أنه مستعد "إذا أتيحت له الفرصة لمناقشة ما سيحدث بعد ذلك مع ريدلي وكيت فسيكون رائعًا إتمامُ هذا العمل الفنّي. لكن واعتبارًا من عام 2020 لم تكن هناك تحديثات بخصوص التكملة.

## روابط إضافية
- الموقع الرسمي
- مقالات تستعمل روابط فنية بلا صلة مع ويكي بيانات